# Konventionen om dödsfallsförsäkring i industriarbete m.m.
Konventionen om dödsfallsförsäkring i industriarbete m.m. (ILO:s konvention nr 39 angående dödsfallsförsäkring i industriarbete m.m., Survivors' Insurance (Industry, etc.) Convention) är en konvention som antogs av Internationella arbetsorganisationen (ILO) den 29 juni 1933 i Genève. Konventionen behandlar livsförsäkringar för arbetare inom industrin. Konventionen består av 33 artiklar.

## Ratificering
Konventionen har ratificerats av 8 stater, varav en har sagt upp den i efterhand.